# Dolomedes albicoxus
Dolomedes albicoxus är en spindelart som beskrevs av Philipp Bertkau 1880. 
Dolomedes albicoxus ingår i släktet Dolomedes och familjen vårdnätsspindlar. Inga underarter finns listade i Catalogue of Life.